# Karl Maßmann
Karl Maßmann (* 9. Juni 1889 in Berlin; † 3. März 1959 in Kiel) war ein deutscher Bankdirektor.

## Leben
Maßmann war der Sohn des Geheimen Oberpostrats Ernst August Maßmann (1840–1896) und dessen Frau Alwine, Christine Charlotte, geb. Hartmann (1858–1917). Er studierte Rechts- und Staatswissenschaften und Philosophie in Berlin. Während seines Studiums wurde Maßmann Mitglied beim Verein Deutscher Studenten Berlin (VDST) und beim Verein Deutscher Studenten Prag. Seit 1913 leitete er die Zeitschrift des VDST, die Akademischen Blätter.
Maßmann war nach dem Studium als Richter in Berlin tätig, bevor er preußischer Regierungsrat im Wirtschaftsministerium wurde. Daneben war er von 1924 bis 1934 stellvertretender Vorsitzender der Gesellschaft zur Förderung der Inneren Kolonisation, außerdem engagierte er sich im Verein für das Deutschtum im Ausland und im Kyffhäuser-Verband der Vereine Deutscher Studenten. Bis 1934 leitete er die Deutsche Siedlungsbank. Er war während der Zeit der Weimarer Republik ein enger Berater des Reichskanzlers Heinrich Brüning. Bereits 1933 übernahm Maßmann den Bereich Organisation und Finanzen des VDA. 1938 wurde er Direktor der Landesbank der Provinz Schleswig-Holstein.
Nach dem Zweiten Weltkrieg ging Maßmann zunächst ins Wirtschaftsministerium in Kiel. 1948 wurde er Direktor der Landesbank-Girozentrale Schleswig-Holstein.

## Veröffentlichungen
- Student und Politik: zwei Aufsätze. Schriftleitung der "Akademischen Blätter", Berlin 1919 (Deutsch-akademische Schriften; 2).
- Volkstum und Staat: die Stellung der Vereine Deutscher Studenten in der völkischen Bewegung. Schriftleitung der "Akademischen Blätter", Berlin 1924 (Deutsch-akademische Schriften; 5).
- Von unserer Grenzlandarbeit. Hobbing, Berlin 1924 (Schriften der Heinrich-von-Treitschke-Stiftung; 1).
- Wirtschaft. Runge, Berlin 1927 (Bücher des Deutschtums; 6).
- mit Rudolf Paul Oßwald: VDSter – 50 Jahre Arbeit für Volkstum und Staat. Den Vereinen Deutscher Studenten zum 6. August 1931 gewidmet.  Lienheit & Thisen, Berlin 1931.
- zusammen mit Friedrich Koepp: Siedlung: die deutsche Aufgabe. Bernard & Graefe, Berlin 1932 (Deutsch-akademische Schriften; 30).
- Wirtschaftskräfte im Volkstumskampf. Volksbund für das Deutschtum im Ausland, Berlin 1935 (Merkblätter für volksdeutsche Schulungsarbeit; 16).